# Bassareus
Bassareus este denumirea tracă a zeului Dionis. Numele este un derivat al formei bassaris, adică piele de vulpe, piele care era purtată de participanții la cultul și misterele zeului.